# Thulusdhoo
Thulusdhoo är en ö i Maldiverna.  Den ligger i den centrala delen av landet, 29 km nordöst om huvudstaden Malé. Geografiskt är den en del av Norra Maléatollen och tillhör den administrativa atollen Kaafu. Thulusdhoo är den administrativa centralorten i Kaafu.